# Llista de llibres sobre tecnologies

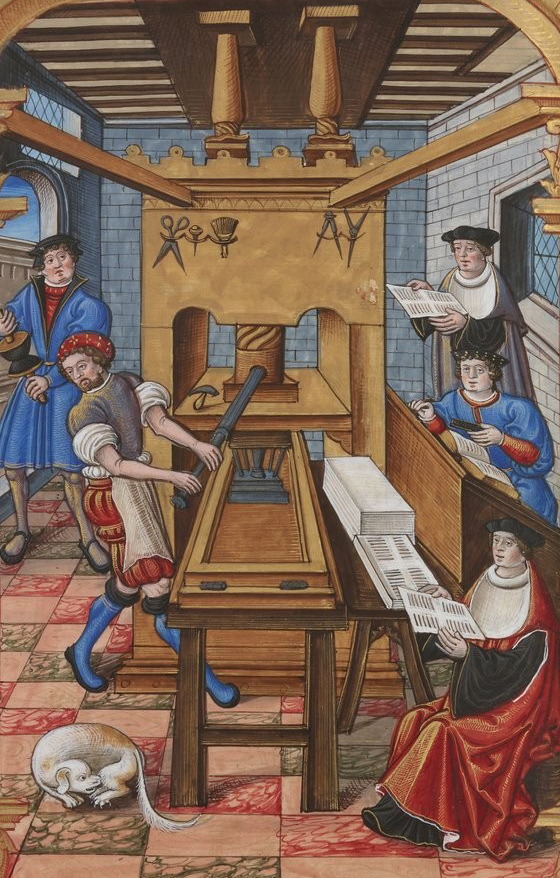
Impremta del segle XV

En el context de la tecnologia, de la seva  història i de la difusió de les diverses tècniques associades, és possible recollir una llista de llibres i documents escrits sobre les nombroses tecnologies existents
Les tecnologies associades als oficis tradicionals es transmetien de pares a fills o de mestres a aprenents. En aquest sentit, qualsevol obra escrita especialitzada sobre una tecnologia tradicional és excepcional i digna d'estudi.

## Aspectes generals
La llista que es presenta en aquest article és una llista d'obres que tracten amb certa profunditat qualsevol tecnologia.
- Les obres estan ordenades cronològicament. La datació por ser aproximada.
- La llista no pretén ser exhaustiva.
- Sempre que sigui possible, la referència ha de permetre la consulta gratuita de l'obra original.

## Abans de l'Era cristiana
- c 401 aC. Ctèsies de Cnidos. Va descriure l'acer indi (acer wootz) i dues espases fetes amb aqueix material.[1]

- c 240 aC. Filó de Bizanci. Poliorcetica.[2]
  - L'obra parla de molts temes tècnics. Entre altres, de diversos tipus de  sitges (calia emmagatzemar cereals per a poder resistir un setge), de molles de bronze (i la manera de fer-les), de projectils llançats amb torsió (aprofitant la corda de l'arc de l'arma i cargolant el projectil),...
- c 20 aC. De Architectura és l'obra cabdal de l'arquitectura romana escrita per Marc Vitruvi Pol·lió vers l'any 20 aC.

## Segle IV
- 365.  Rutilius Taurus Aemilianus Palladius. Opus Agriculturae, De Veterinaria Medicina.

- c 380. Flavi Renat Vegeci. Tractat Epitome rei militaris, també conegut com a De re militari.
  - El tractat conté molts detalls tècnics i tecnològics.[3]

## Segle XI
- 1070. Su Song. Bencao Tujing.

## Segle XII
- c 1180? Ibn al-Awwam. Tractat d'agricultura anomenat Kitab al-Filaha[4] (El llibre de l'agricultura).

## Segle XIV
- 1378. La Sedacina, obra que tracta del vidre, del frare carmelità Guillem Sedacer, de Barcelona.[5]

## Segle XV
- 1433. Barcelona. En el "Llibre dels consells" del gremi d'espasers s'indica la manera de trempar les fulles de les espases.[6]

## Segle XVI
- 1511. Fil per a cordes de ballesta. Capítol I de les Ordinacions de València de 31 de febrer de 1511.[7]

- 1520. Gabriel Alonso de Herrera. Obra de agricultura.[8]

- 1556. Georgius Agricola. De re metallica.[9]

- 1569. Francesc Franco, originari de Xàtiva. Tractado de la nieve y del uso della (Sevilla, 1569).[10]

- 1592. Antoni Castell. (amb el pròleg en català) Theorica y pratica de boticarios.[11]

## Seglexvii

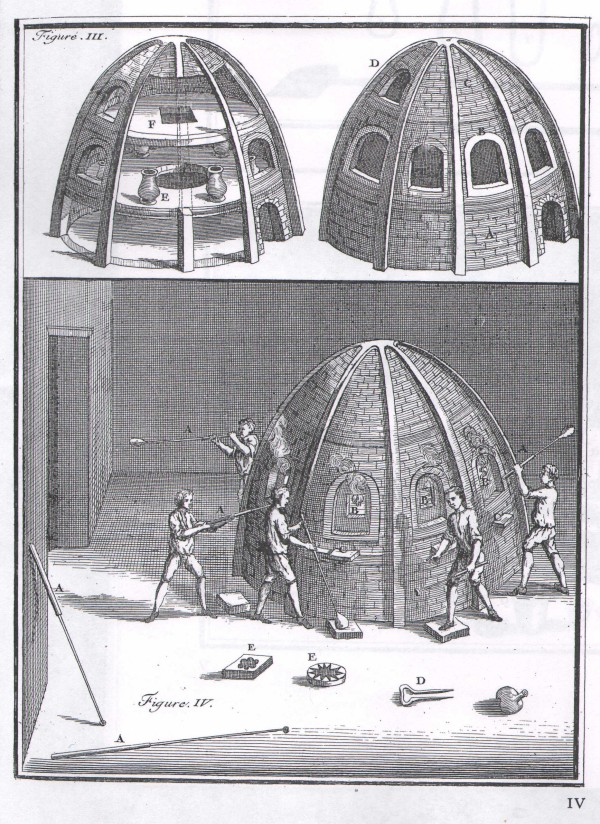
Obrador d'un forn de vidre.

- 1607. Bartolomeo Crescentio. “Nautica mediterranea”.[12]
- 1611. Tomé Cano. Arte para fabricar, fortificar, y aparejar naos de guerra, y merchantes.[13]
- 1612. Antonio Neri. Arte vetraria.[14]
- 1614. Pantero Pantera. "L'armata navale".[15]
- 1617. Miquel Agustí. Llibre dels secrets d'agricultura, casa rústica i pastoril.[16]
- 1618. Girolamo Sirtori. Telescopium: sive ars perficiendi.[17]

- 1643. Luis Berrio de Montalvo. Informe sobre el nuevo beneficio de metales por azogue.[18]

- Izaac Walton fou l'autor d'un llibre sobre la pesca amb canya: The Complete Angler (1653). L'obra conté diferents referències a les llinyes usades en la seva època: seda trenada, crin, pèl de cuc,...[19]

- 1690? Inicis de l'obra enciclopèdica Descriptions des arts et métiers

- 1693. Jean Imberdis. Papyrus, sive, Ars conficiendaie papyri (trad. francès de 1899, per Augustin Blanchet).[20]

- 1696. Carlo Fontana. Utilissimo trattato dell'acque correnti.[21]
  - L'obra tracta, principalment, de la conducció d'aigües.

## Seglexviii

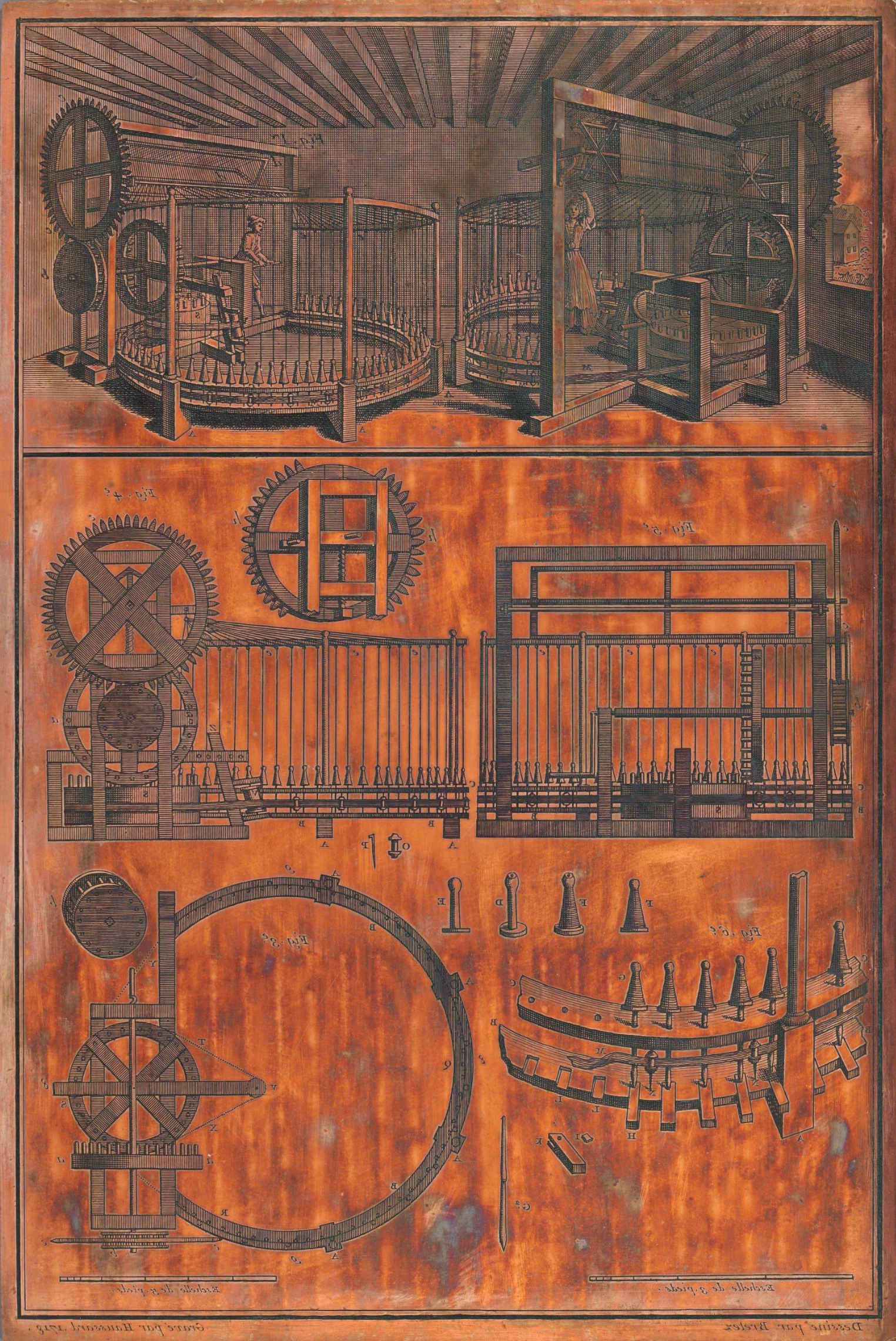
Planxa de coure matriu d'un dels gravats de la Description des Arts et Métiers.

- 1728. Ephraim Chambers. Cyclopædia, or an Universal Dictionary of Arts and Sciences..[22]

- 1751. Denis Diderot i Jean-le-Rond d'Alembert. Encyclopédie.[23]
  - Encyclopédie, ou Dictionnaire raisonné des sciences, des arts et des métiers. Wikisource. La Bibliothèque libre.
  - El mateix títol (métiers) indicava que els oficis estaven inclosos en l'enciclopèdia Diderot.
  - En la descripció de diversos oficis tradicionals es detallava la tecnologia respectiva.

- 1759. Manuel del Rio. Arte de reloxes de ruedas para torre, sala, i faltriquera.[24]

- 1761-1789. Període de publicació de l'obra enciclopèdica Descriptions des arts et métiers
  - [25]
  - [26]
  - [27]
  - [28]
- 1767. Henri-Louis Duhamel du Monceau. Du transport, de la conservation et de la force des bois, ou l'on trouvera des moyens d'attendrir les bois, de leur donner diverses courbures, surtout pour la construction des vaisseaux.[29]

- 1769. M. de Garsault. Art du tailleur,: contenant le tailleur d'habits d'hommes; les culottes de peau; le tailleur de corps de femmes & enfants: la couturiere; & la marchande de modes.[30]

- 1775. Edme Béguillet. Manuel du meûnier et du charpentier de moulins, ou Abrégé classique du traité de la mouture par économie.[31]
- 1778. Dom Bedos de Celles. L'art du facteur d'orgues.[32]

- 1783. José Joaquín Romero y Fernández de Landa. Reglamento de maderas necesarias para la fábrica de los baxeles del Rey.[33]

- 1792. Un dels sistemes de fabricar bescuit. Encyclopedia metódica : arte militar[34]

- 1799. Tratado sobre la cria y propagacion de pastos y ganados.[35]

## Seglexix
- 1800. François Rozier. Curso completo ó Diccionario universal de agricultura teórica, práctica, económica, y de medicina rural y veterinaria.[36]
- 1808. Hendrik Jansen. Essai sur l'origine de la gravure en bois et en taille-douce.[37]

- 1819. Louis Sébastien Lenormand. Nouveau manuel du teinturier, ou, Guide pratique des apprentis et des ouvriers dans l'art de la teinture: contenant diverses recettes pour faire toutes sortes de couleurs sur laine, soie, fil et coton.[38]

- 1821. Nicolas Roret. Encyclopédie Roret. Col·lecció de manuals tècnics. 112 títols diferents publicats, fins a l'any 1939.[39]
  - Exemple 1: Nouveau manuel du tourneur.[40]
  - Exemple 2: Nouveau manuel complet du relieur[41]

- 1828. J. P. Douliot. Cours élémentaire, théorique et pratique, de construction.[42]

- 1834. Antonio Sánchez Pérez. Manual de geometría popular aplicada a la carpintería, ebanistería, albañilería, cantería, cerrajería y otras artes de construcción.[43]

- 1835. Eusebio Ruiz de la Escalera. Práctica fija de colmeneros ó sea modo único de cuidar las abejas, y demostración de la utilidad que rinden.[44]

- 1836. Vandael. Manual teórico y práctico del sastre o Tratado completo y simplificado de este arte, que contiene el modo de trazar, cortar y hacer toda clase de vestidos.[45]

- 1837. Publicació d'un llibre sobre carruatges. “English Pleasure Carriages: Their Origin, History, Varieties, Materials ...” de William Bridges Adams.[46]

- 1839. On parchment (descripció de la manufactura de pergamins.[47]

- 1845. Traité de la Coupe Des Pierres.[48]

- 1851. Publicació de l'obra: Nouveau manuel complet du charron et du carrossier. Contenant l'art de fabriquer toutes les grosses Voitures; les lnstruments d'agriculture; les Voitures d'artillerie et du génie; les Voitures de luxe et bourgeoises; les Lois sur la fabrication des voitures, et des Notions étendues sur l'établissement des Ateliers de charronnage et de carrosserie, ainsi que divers perfectionnements récents apportés dans ces deux Arts. De M. LEBRUN.[49]

- 1851. A. BUSSY. Tratado de los medios de averiguar las falsificaciones de las drogas simples y compuestas,y de comprobar su grado de pureza.[50]

- 1855. A. Moitrier. Traité pratique de la culture de l'osier et de son usage dans l'industrie de la vannerie fine et commune.[51]
  - Conreu del vímet i el seu ús en cistelleria.

- 1856. Joan Monjo i Pons. Curso Metódico de arquitectura naval aplicada a la construcción de buques mercantes.[52]

- 1857. Francisco Amorós. Arte de delinear y trazar con perfección.[53]

- 1859. J. Morin. Manual del botero y del zapatero; ó, Tratado completo de estes artes.[54]

- 1860. Traducció al castellà de l'obra de Robert KIPPING, Elementos de construcción de velas.[55]

- 1872. Mariano Tafall. Arte completo del constructor de órganos, ó, sea Guia manual del organero.[56]

- 1877. Francisco Balaguer y Primo. Industrias agrícolas: tratado de las que se explotan en España.[57]